# Buladó
Buladó ist ein niederländisches Filmdrama aus dem Jahr 2020. Regie führte Eché Janga. Der Film feierte am 25. September 2020 auf dem Niederländischen Filmfestival Premiere. Der Film wurde als niederländischer Beitrag für den besten fremdsprachigen Film bei der 93. Oscar-Verleihung ausgewählt.

## Handlung
Die elfjährige Kenza lebt auf der Insel Curaçao mit ihrem Vater Ouira und ihrem Großvater Weljo auf einem ländlich gelegenen Schrottplatz.
Die beiden Männer sind Gegensätze, die sich gegenseitig nicht besonders anziehen: Ouira ist ein entschlossener und rational denkender Polizist, während Weljo sich mit den ursprünglichen Bewohnern und der Spiritualität der Insel identifiziert.
Als Weljo sich auf seinen Übergang in die Welt der Geister vorbereiten möchte, eskaliert die Beziehung zwischen Ouira und Weljo. Kenza sucht nach ihrem eigenen Weg zwischen diesen beiden Extremen. Die bodenständige und vermeidende Mentalität von Ouira bietet ihr nicht alles, was sie benötigt. Deshalb öffnet sie sich langsam den mystischen und tröstlichen Traditionen ihres Großvaters.

## Produktion
Der Hauptteil der Dreharbeiten begann am 1. Oktober 2019 und wurde am 16. November 2019 abgeschlossen. Die Dreharbeiten fanden in Band'abou auf Curaçao statt. Der Großteil der Dialoge des Films ist in der auf den ABC-Inseln gebräuchlichen Sprache Papiamentu.

## Auszeichnungen (Auswahl)
Der Film wurde auf dem Niederländischen Filmfestival im September 2020 als Eröffnungsfilm uraufgeführt und gewann dort das Goldene Kalb für den besten Langen Spielfilm.